# Stanisław Pomiankowski
Stanisław Kazimierz Pomiankowski vel Stanisław Ritter Pomiankowski von Wiara h. Pomian (ur. 25 kwietnia 1880, zm. 1940 w Kijowie) – pułkownik kawalerii Wojska Polskiego, ofiara zbrodni katyńskiej.

## Życiorys
Urodził się w rodzinie Kazimierza (1843–1911), tytularnego marszałka polnego porucznika c. i k. armii. 
W 1900 rozpoczął służbę w Galicyjskim pułku ułanów nr 1 w Czortkowie. W 1903 został przeniesiony do Galicyjskiego pułku ułanów nr 4 w Żółkwi, w 1907 do Morawskiego pułku dragonów nr 11 w Sremskiej Mitrovicy, a w 1912 do Galicyjsko-Bukowińskiego pułku dragonów nr 9 w Brodach. W szeregach tego pułku wziął udział w mobilizacji sił zbrojnych Monarchii Austro-Węgierskiej, wprowadzonej w związku z wojną na Bałkanach, a następnie walczył na frontach I wojny światowej. W czasie służby w c. i k. armii awansował na kolejne stopnie w korpusie oficerów kawalerii: kadeta (1 września 1900), podporucznika (1 listopada 1901), porucznika (1 listopada 1908) i rotmistrza (1 listopada 1914).
Po odzyskaniu przez Polskę niepodległości został przyjęty do Wojska Polskiego. W randze rotmistrza w 1919 dowodził 4. szwadronem 6 pułku ułanów kaniowskich podczas wojny polsko-ukraińskiej (walki pod Pliszowcami). 11 czerwca 1920 został zatwierdzony z dniem 1 kwietnia 1920 w stopniu podpułkownika, w kawalerii, w grupie oficerów byłej armii austro-węgierskiej.
Od 1921 dowodził 9 pułkiem ułanów małopolskich w Trembowli. Został awansowany do stopnia pułkownika ze starszeństwem z dniem 1 lipca 1923. 31 marca 1927 został mianowany członkiem Oficerskiego Trybunału Orzekającego. Z dniem 31 marca 1929 został przeniesiony w stan spoczynku.
Po wybuchu II wojny światowej i agresji ZSRR na Polskę z 17 września 1939 został aresztowany przez funkcjonariuszy NKWD. Został przewieziony do więzienia przy ulicy Karolenkiwskiej 17 w Kijowie. Tam, prawdopodobnie wiosną 1940, został zamordowany przez NKWD. Jego nazwisko znalazło się na tzw. Ukraińskiej Liście Katyńskiej opublikowanej w 1994 (został wymieniony na liście wywózkowej 66/2-13 oznaczony numerem 2354). Został pochowany na otwartym w 2012 Polskim Cmentarzu Wojennym w Kijowie-Bykowni.

## Ordery i odznaczenia
- Krzyż Zasługi Wojskowej 3 klasy z dekoracją wojenną (Austro-Węgry)
- Signum Laudis Srebrny Medal Zasługi Wojskowej na wstążce Krzyża Zasługi Wojskowej (Austro-Węgry)
- Signum Laudis Brązowy Medal Zasługi Wojskowej z mieczami na wstążce Krzyża Zasługi Wojskowej (Austro-Węgry)
- Krzyż Wojskowy Karola (Austro-Węgry)
- Krzyż Jubileuszowy Wojskowy (Austro-Węgry)
- Krzyż Pamiątkowy Mobilizacji 1912–1913 (Austro-Węgry)[8]